# Isonychia velma
Isonychia velma is een haft uit de familie Isonychiidae. De wetenschappelijke naam van de soort is voor het eerst geldig gepubliceerd in 1932 door Needham.
De soort komt voor in het Nearctisch gebied.